# Frank Hartley (cầu thủ bóng đá)
Frank Hartley (20 tháng 7 năm 1896 – 20 tháng 10 năm 1965) là một cầu thủ bóng đá người Anh thi đấu cho Oxford City, Tottenham Hotspur, Corinthian và khoác áo đội tuyển Anh ở cấp độ quốc tế.

## Sự nghiệp bóng đá
Hartley bắt đầu sự nghiệp tại Oxford City trước khi gia nhập Tottenham Hotspur năm 1922 và đá 1 trận. Sau khoảng thời gian với Corinthians, tiền đạo tầm xa này trở lại Spurs để có thêm 6 lần ra sân và ghi 1 bàn thắng trong giai đoạn 1927–29.

## Sự nghiệp quốc tế
Hartley có 1 lần khoác áo cho đội tuyển Anh trong trận giao hữu với Pháp vào ngày 10 tháng 5 năm 1923.